# Río Chilca (Mantaro)
El río Chilca es un río ubicado en la provincia de Huancayo, Departamento de Junín, Perú. Su recorrido de poco menos de 14 kilómetros cruza la ciudad de Huancayo sirviendo como límite entre el distrito de Huancayo y el distrito de Chilca. Al ser un flujo de agua que cruza la ciudad, se encuentra rodeado de viviendas y utilizado por los pobladores para actividades de lavado de ropas. La ausencia de defensa ribereñas y otra infraestructura, además de su alta contaminación, es motivo de preocupación constante en los gobiernos locales. En el año 2021 se iniciaron trabajos de alineamiento de viviendas ribereñas y el 2022 se iniciaron los trabajos de canalización del mismo.